# Oblężenie Moguncji (1689)
Oblężenie Moguncji – oblężenie, które miało miejsce w 1689 r. podczas wojny palatynackiej.
Twierdza została oblężona przez armię sprzymierzonych (cesarsko-bawarską) dowodzoną przez księcia Karola Lotaryńskiego i elektora bawarskiego Maksymiliana. Broniona przez garnizon francuski Moguncja skapitulowała 8 września 1689 r. Po obsadzeniu Moguncji własnym garnizonem sprzymierzeni odeszli pod Bonn, by wesprzeć oblegającego tę twierdzę elektora Brandenburgii Fryderyka III.